# Jaqueline Schellin
Jaqueline Saskia Schellin (* 6. März 1990 in Mühlacker) ist eine deutsche Ringerin.

## Werdegang
Jaqueline Schellin begann als Jugendliche im Jahre 2001 mit dem Ringen. Sie trat dazu dem TV Mühlacker bei und wird bzw. wurde seither von Bernd Bobrich, Rainer Kamm, Frank Heinzelbecker, Jürgen Scheibe und Jörg Helmdach trainiert. Die 1,62 Meter große Athletin ringt als Erwachsene in der Gewichtsklasse bis 48 kg Körpergewicht. Sie erlernte den Beruf einer Bankkauffrau, ist aber seit einiger Zeit Angehörige einer Sportfördergruppe der Bundeswehr.
Mit 13 Jahren nahm sie 2003 bereits an der deutschen Jugendmeisterschaft teil, musste sich aber in der Gewichtsklasse bis 43 kg noch mit dem 10. Platz begnügen. In den folgenden Jahren ging es steil aufwärts. 2004 belegte sie bei dieser Meisterschaft bereits den 3. Platz, 2005 den 2. Platz, und 2006 und 2007 wurde sie deutsche Jugendmeisterin. Sie startete in diesen Jahren jeweils in der Gewichtsklasse bis 46 kg. Bei den Erwachsenen holte sie sich im Jahre 2008 erstmals den deutschen Meistertitel in der Gewichtsklasse bis 48 kg. 2009 belegte sie hinter Sigrun Dobner vom SRC Obernburg und Annika Hofmann vom RSV Frankfurt (Oder) den 3. Platz, 2010 wurde sie zum zweiten Mal deutsche Meisterin, 2011 jedoch musste sie sich hinter Nina Hemmer vom AC Ückerath, Jasmin Sefidroudi vom TV Aachen-Walheim und Annika Hofmann mit dem 4. Platz begnügen. Dieser Platz verbaute ihr im Jahre 2011 die Möglichkeit bei der Europameisterschaft in Dortmund an den Start gehen zu können.
Die internationale Karriere von Jaqueline Schellin begann bei der Junioren-Europameisterschaft (Cadets) 2006 in Istanbul. Sie belegte dort in der Gewichtsklasse bis 46 kg gleich einen guten 5. Platz. Bereits ein Jahr später gewann sie bei der Junioren-Europameisterschaft (Cadets) in Warschau in der gleichen Gewichtsklasse eine Bronzemedaille. Im Jahre 2008 schnitt sie nicht so gut ab, denn sowohl bei der Junioren-Europameisterschaft (Juniors) in Košice als auch bei der Junioren-Weltmeisterschaft (Juniors) in Istanbul kam sie in der Gewichtsklasse bis 48 kg jeweils nur auf den 9. Platz. Im Jahre 2009 kam sie in die Erfolgsspur zurück und gewann bei der Junioren-Europameisterschaft (Juniors) in Tiflis hinter der Russin Lubow Salnikowa und der Französin Mélanie Lesaffre wieder die Bronzemedaille. Auch der 5. Platz, den sie in diesem Jahr bei der Junioren-Weltmeisterschaft (Juniors) in Ankara in der gleichen Gewichtsklasse erkämpfte, ist aller Ehren wert. Bei der Weltmeisterschaft in Herning (Dänemark) wurde sie erstmals bei den Erwachsenen bei einer internationalen Meisterschaft eingesetzt. Sie kam dort zu einem Sieg über Sümeye Sezer, Türkei, verlor aber gegen Ljudmilla Baluschka aus der Ukraine und kam auf den 12. Platz.
Im Jahre 2010 gelang Jaqueline Schellin dann bei der Junioren-Europameisterschaft (Juniors) in Samokow (Bulgarien) der größte Erfolg in ihrer Laufbahn. Sie wurde dort in der Gewichtskl. bis 48 kg vor Jessica Blaszka aus den Niederlanden und Lenka Matejowa, Slowakei, Europameisterin. Auch bei der Junioren-Weltmeisterschaft dieses Jahres in Budapest schnitt sie hervorragend ab und erkämpfte sich nach Siegen über Kebic Burcu, Türkei, Kristina Daranusa, Ukraine, einer Niederlage gegen Victoria Anthony aus den Vereinigten Staaten und einem Sieg über Lenka Matejowa eine WM-Bronzemedaille. Wenig später gewann sie mit dem 3. Platz auch bei der Militär-Weltmeisterschaft in Lahti hinter Iwona Matkowska aus Polen und Liao Rong aus China eine Medaille. Bei der Weltmeisterschaft dieses Jahres in Moskau kam sie nicht zurecht und verlor gegen Kim Hyung-joo aus Südkorea klar nach Punkten, womit sie dort nur auf dem 25. Platz einkam.
Im Jahre 2011 kam sie bisher zu keinem Einsatz bei einer internationalen Meisterschaft. Bei einem internationalen Turnier im März 2011 in Tourcoing gelang ihr aber ein Sieg über ihre Nachfolgerin als deutsche Meisterin Nina Hemmer. Im März 2012 war sie bei der Europameisterschaft in Belgrad am Start und konnte mit drei Siegen eine Bronzemedaille gewinnen. Im entscheidenden Kampf um diese Medaille besiegte sie Mercedes Denes aus Ungarn. Bei den Olympischen Spielen in London wurde sie nicht eingesetzt, der Deutsche Ringerbund gab hier der erfahreneren Alexandra Engelhardt den Vorzug. Jaqueline Schellin ließ sich dadurch nicht beeindrucken und erkämpfte bei den Ringer-Weltmeisterschaften 2012 im kanadischen Sherwood Park mit einem Sieg in der ersten Runde über die Mongolin Bajarmagnaigiin Dawaasüren, einer Niederlage gegen Eri Tosaka aus Japan und zwei weiteren Siegen die Bronzemedaille, die einzige Medaille für das deutsche Team.
Bei der Europameisterschaft 2013 in Tiflis gelang es Jaqueline Schellin in der Gewichtsklasse bis 48 kg noch einmal eine Bronzemedaille zu gewinnen. Danach konnte sie diese Erfolgsserie nicht mehr fortsetzen. Außer dem Gewinn von zwei Bronzemedaillen bei der Militär-Weltmeisterschaft 2014 in Fort Dix, Vereinigte Staaten und 2016 in Skopje, erzielte sie keine weiteren Medaillengewinne bei internationalen Meisterschaften mehr. Bei den Europaspielen 2015 belegte sie noch einen hervorragenden 5. Platz, verfehlte aber eine Bronzemedaille durch eine Niederlage in der Trostrunde gegen Walentina Islamowa-Brik aus Russland.
Für die Teilnahme an den Olympischen Spielen 2016 in Rio de Janeiro konnte sie sich nicht qualifizieren.
Deutsche Meisterin wurde Jaqueline Schellin in den Jahren 2008, 2010, 2013, 2015 und 2018.

## Internationale Erfolge
| Jahr | Platz | Wettbewerb                                   | Gewichtsklasse | Ergebnis |
| 2006 | 1.    | Intern. Junioren-Turnier in Wiesental        | bis 46 kg      | vor Melanie Rieser, Deutschland u. Tamara Wittenwiler, Schweiz |
| 2006 | 5.    | Junioren-EM (Cadets) in Istanbul             | bis 46 kg      | Siegerin: Lisa Mattsson, Schweden vor Alina Anisimowa, Russland |
| 2007 | 3.    | Junioren-EM (Cadets) in Warschau             | bis 46 kg      | nach einer Niederlage im Halbfinale gegen Marjana Besruka, Ukraine, mit einem Sieg über Sümeya Sezer, Türkei                                                                                                   |
| 2008 | 7.    | Austrian-Lady-Open in Götzis                 | bis 48 kg      | Siegerin: Anna Lukasiak, Polen vor Alexandra Engelhardt, Deutschland |
| 2008 | 7.    | Großer Preis von Deutschland in Dormagen     | bis 48 kg      | Siegerin: Sofia Mattsson, Schweden vor Lubow Salnikowa, Russland |
| 2008 | 9.    | Junioren-EM (Juniors) in Košice              | bis 48 kg      | Siegerin: Maria Stadnik, Aserbaidschan vor Marjana Besruka |
| 2008 | 9.    | Junioren-WM (juniors) in Istanbul            | bis 48 kg      | Siegerin: Fuyuko Minura, Japan vor Jildis Eschimowa, Kasachstan |
| 2009 | 3.    | Großer Preis von Deutschland in Dormagen     | bis 48 kg      | hinter Lubow Salnikowa u. Lindsay Rushton Prickett, Kanada |
| 2009 | 11.   | Austrian-Lady-Open in Götzis                 | bis 48 kg      | Siegerin: Makiko Sakamoto vor Ayano Suzuki, bde. Japan |
| 2009 | 3.    | Junioren-EM (Juniors) in Tiflis              | bis 48 kg      | hinter Lubow Salnikowa u. Mélanie Lesaffre, Frankreich |
| 2009 | 5.    | Junioren-WM (Juniors) in Ankara              | bis 48 kg      | nach einer Niederlage gegen Lubow Salnikowa, einem Sieg über Walja Trandejewa Tichmirowa, Bulgarien u. einer Niederlage gegen Naziha Hamza, Tunesien                                                           |
| 2009 | 12.   | WM in Herning (Dänemark)                     | bis 48 kg      | nach einem Sieg über Sümeye Sezer u. einer Niederlage gegen Ljudmila Baluschka, Ukraine |
| 2010 | 1.    | Junioren-EM (Juniors) in Samokow (Bulgarien) | bis 48 kg      | vor Jessica Blaszka, Niederlande, Lenka Matejowa, Slowakei u. Vanessa Kaladschinskaja, Weißrussland |
| 2010 | 8.    | Austrian-Lady-Open in Götzis                 | bis 48 kg      | Siegerin: Iwona Matkowska, Polen vor Lenka Matejowa |
| 2010 | 3.    | Junioren-WM (Juniors) in Budapest            | bis 48 kg      | nach Siegen über Kebic Burcu, Türkei u. Kristina Daranusa, Ukraine, einer Niederlage gegen Victoria Anthony, USA u. einem Sieg über Lenka Matejowa                                                             |
| 2010 | 3.    | Militär-WM in Lahti                          | bis 48 kg      | hinter Iwona Matkowska u. Liao Rong, China |
| 2010 | 25.   | WM in Moskau                                 | bis 48 kg      | nach einer Niederlage gegen Kim Hyung-soo, Südkorea |
| 2011 | 8.    | Intern. Turnier in Tourcoing                 | bis 48 kg      | nach Siegen über Nina Hemmer, Deutschland u. Henriette Slattum, Norwegen u. einer Niederlage gegen Cristina Croitoru, Rumänien                                                                                 |
| 2011 | 2.    | Intern. Turnier in Posen                     | bis 48 kg      | nach Siegen über Sara Sanchez, Spanien, Julia Omilusik, Polen u. Vanessa Boubryemm Frankreich u. einer Niederlage gegen Clarissa Chun, USA                                                                     |
| 2012 | 3.    | EM in Belgrad                                | bis 48 kg      | nach Siegen über Liliana Costa dos Santos, Portugal und Anna Lukasik, Polen, einer Niederlage gegen Ludmilla Baluschka, Ukraine und einem Sieg über Mercedes Denes, Ungarn                                     |
| 2012 | 3.    | WM in Strathcona County                      | bis 48 kg      | nach einem Sieg über Bajarmagnaigiin Dawaasüren, Mongolei, einer Niederlage gegen Eri Tosaka, Japan und Siegen über Lenka Matejova, Slowakei und Patimat Bagomedowa, Aserbaidschan                             |
| 2013 | 3.    | EM in Tiflis                                 | bis 48 kg      | nach einem Sieg über Nekane Cepas Garcia, Spanien, einer Niederlage gegen Walerija Tschepsarakowa, Russland und Siegen über Alina Rishour, Weißrussland und Sumeyya Sezer, Türkei                              |
| 2013 | 3.    | Großer Preis von Deutschland in Dormagen     | b9is 48 kg     | hinter Elena Wostrikowa und Walerija Tschepsarakowa, beide Russland |
| 2013 | 16.   | WM in Budapest                               | bis 48 kg      | nach einer Niederlage gegen Silvia Felice, Italien |
| 2014 | 12.   | EM in Vantaa                                 | bis 48 kg      | nach einer Niederlage gegen Julie Sabatie, Frankreich |
| 2014 | 21.   | WM in Taschkent                              | bis 48 kg      | nach Niederlagen gegen Iwona Matkowska, Polen und Alina Emilia Vuc, Rumänien |
| 2014 | 3.    | Militär-WM in Fort Dix                       | bis 53 kg      | hinter Li Hui, China und Whitney Conder, USA |
| 2015 | 5.    | Europaspiele 2015 in Baku                    | bis 48 kg      | nach einem Sieg über Alexandra Kohut, Ukraine, einer Niederlage gegen Elitsa Jankowa, Bulgarien, einem Sieg über Eugenia Bustahad Garcia, Spanien und einer Niederlage gegen Walentina Islamowa-Brik, Russland |
| 2015 | 18.   | WM in Las Vegas                              | bis 48 kg      | nach einem Sieg über Julia Leorda, Moldawien und einer Niederlage gegen Li Hui |
| 2016 | 5.    | Großer Preis von Paris                       | bis 48 kg      | hinter Anna Lukasiak, Polen, Marina Markewitsch, Weißrussland, Milana Dadaschewa, Russland und Carolina Castillo Hidalgo, Kolumbien                                                                            |
| 2016 | 5.    | Olympia-Qualif.-Turnier in Zrenjanin         | bis 48 kg      | hinter Elitsa Jankowa, Alina Emilia Vuc, Natalja Pulkowska, Ukraine und Evin Demirhan, Türkei |
| 2016 | 5.    | Olympia-Qualif.-Turnier in Ulaan-Baatar      | bis 48 kg      | hinter Kim Hyon-gyong, Nordkorea, Haley Augello, USA, Maria Liewatsch, Ukraine und Anna Lukasiak |
| 2016 | 3.    | Militär-WM in Skopje                         | bis 53 kg      | hinter Liao Rong, China und Iwona Matkowska, Polen |
| 2016 | 8.    | WM in Budapest                               | bis 55 kg      | nach einer Niederlage gegen Irina Ologonowa, Russland, einem Sieg über Burcu Kebic, Türkei und einer Niederlage gegen Otgontsetseg Davaasuch, Mongolei                                                         |
| 2017 | 2.    | Flatz-Open in Wolfurt                        | bis 53 kg      | hinter Patricia Alejandra Bermudez, Argentinien, vor Carmen Evelin Del Sosa, Argentinien und Johanna Meier, Deutschland                                                                                        |
| 2017 | 10.   | Großer Preis von Deutschland in Dormagen     | bis 53 kg      | Siegerin: Jessica Anne Marie MacDonald, Kanada vor Nina Hemmer, Deutschland |
| 2018 | 11.   | EM in Kaspiisk                               | bis 50 kg      | nach Niederlagen gegen Maria Stadnik, Aserbaidschan und Milana Dadaschewa, Russland |
| 2018 | 5.    | Militär-WM in Moskau                         | bis 50 kg      | hinter Li Yuan, China, Nargis Ikramowa, Kasachstan, Sona Tumarchanowa, Aserbaidschan und Walerija Tschepsarakowa                                                                                               |

## Deutsche Meisterschaften
(nur Seniorenbereich)
| Jahr | Platz | Gewichtsklasse | Ergebnis |
| 2008 | 1.    | bis 48 kg      | vor Christine Kupfernagel, SV Heldrungen u. Deborah Wahl, KG Baienfurt                                          |
| 2009 | 3.    | bis 48 kg      | hinter Sigrun Dobner, SRC Obernburg u. Annika Hofmann, RSV Frankfurt (Oder)                                     |
| 2010 | 1.    | bis 48 kg      | vor Bettina Krupke, TuS Jena u. Annika Hofmann                                                                  |
| 2011 | 4.    | bis 48 kg      | hinter Nina Hemmer, AC Ückerath, Jasmin Sefidroudi, TV Aachen-Walheim u. Annika Hofmann                         |
| 2012 | 2.    | bis 48 kg      | hinter Jasmin Sefidroudi, vor Katharina Baumgartner, SC Anger                                                   |
| 2013 | 1.    | bis 48 kg      | vor Katherina Baumgartner, Katrin Henke, SAV Torgelow und Laura Schmitt, KSV Kirrlach                           |
| 2014 | 2.    | bis 53 kg      | hinter Laura Mertens, AC Ückerath, vor Sandra Paruszewski, AV Sulgen und Eileen Friedrich, RSV Frankfurt (Oder) |
| 2015 | 1.    | bis 48 kg      | vor Annika Wendle, ASV Altenheim, Katharina Baumgartner und Jane Schneider, AC Werdau                           |
| 2017 | 3.    | bis 53 kg      | hinter Nina Hemmer und Ellen Riesterer, SC Isaria Unterföhring                                                  |
| 2018 | 1.    | bis 50 kg      | vor Lisa Ersel, SV Luftfahrt Berlin, Katharina Baumgartner und Anastasia von Steuben, SAV Torgelow              |

## Erläuterungen
- alle Wettkämpfe im freien Stil
- WM = Weltmeisterschaft, EM = Europameisterschaft